# Большая Набережная улица
Больша́я На́бережная у́лица — улица, расположенная в Северо-Западном административном округе города Москвы на территории района Покровское-Стрешнево.

## История
Улица получила название 26 августа 1960 года по расположению на берегу канала имени Москвы.

## Расположение

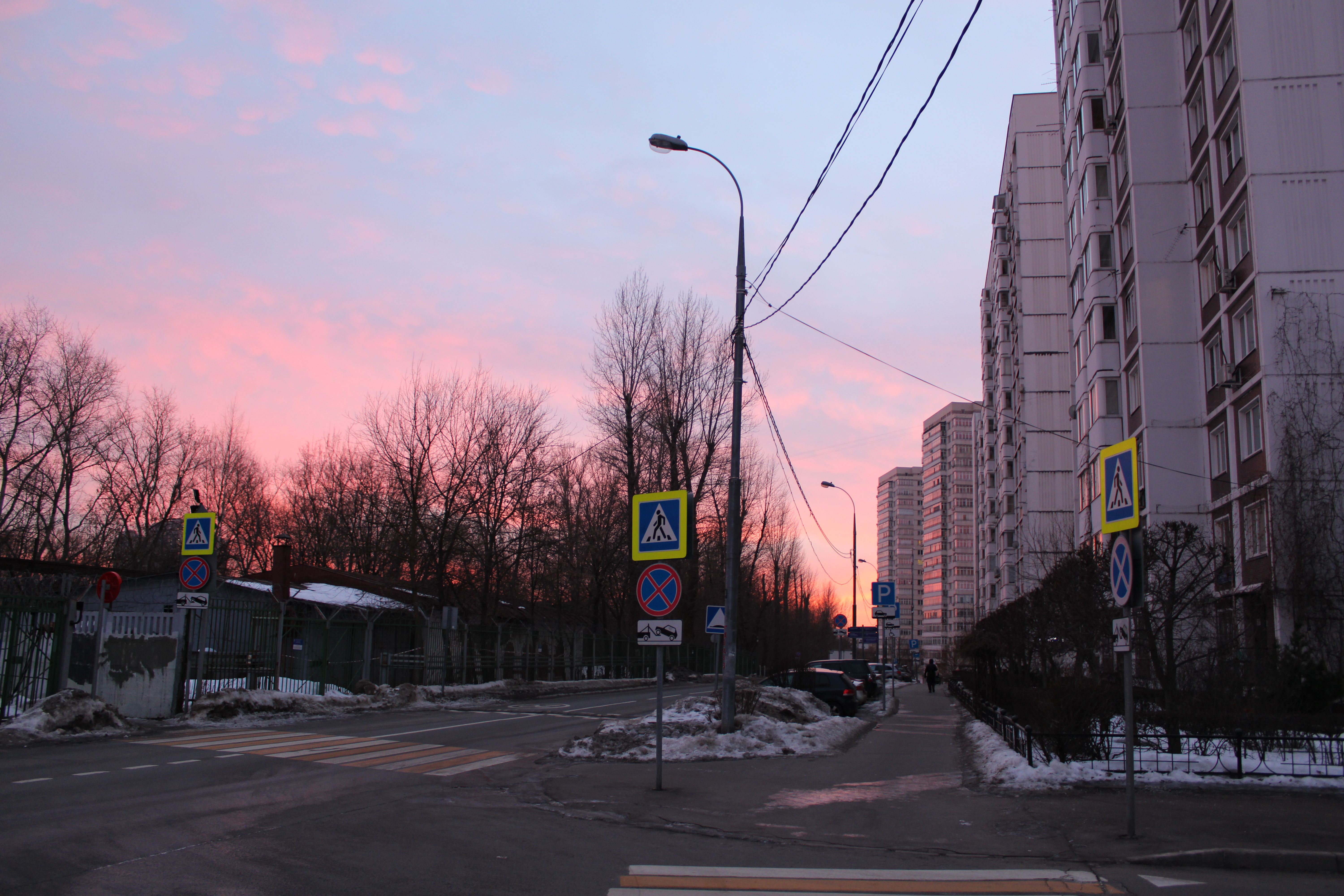
Вид на юг вблизи улицы Долгова

Большая Набережная улица проходит от улицы Свободы на восток и, дойдя до канала имени Москвы, поворачивает на северо-восток и проходит по его берегу, затем резко поворачивает на запад к Тушинской улице, после чего поворачивает на восток и затем на северо-восток и снова проходит по берегу канала, с запада к улице примыкают улица Долгова и Малая Набережная улица, после которой Большая набережная улица поворачивает на восток и оканчивается вблизи отделения Сходненского деривационного канала от канала имени Москвы. Нумерация домов начинается от улицы Свободы.

## Примечательные здания и сооружения
По нечётной стороне:
- д. 11 — Дом руководства канала «Москва—Волга» («Дом на Набережной», «Дом Наркомвода»; архитектор В. Ф. Кринский, 1934—1937 годы; переоборудован в 1958 году).

По чётной стороне:
- шлюз № 7 канала имени Москвы.

## Транспорт

### Наземный транспорт
По Большой Набережной улице не проходят маршруты наземного общественного транспорта. У южного конца улицы, на улице Свободы, расположена остановка «Тушинская улица» автобусов с348, т70, трамвая 6.

### Метро
- Станция метро «Тушинская» Таганско-Краснопресненской линии — западнее улицы, на Тушинской улице.

### Железнодорожный транспорт
- Станция Тушино Рижского направления Московской железной дороги — западнее улицы, между проездом Стратонавтов и Тушинской улицей.